# La Crosse (Florida)
La Crosse és una població dels Estats Units a l'estat de Florida. Segons el cens del 2000 tenia 143 habitants.

## Demografia
Segons el cens del 2000, La Crosse tenia 143 habitants, 62 habitatges, i 37 famílies. La densitat de població era de 41,2 habitants/km².
Dels 62 habitatges en un 19,4% hi vivien nens de menys de 18 anys, en un 45,2% hi vivien parelles casades, en un 8,1% dones solteres, i en un 40,3% no eren unitats familiars. En el 32,3% dels habitatges hi vivien persones soles el 8,1% de les quals corresponia a persones de 65 anys o més que vivien soles. El nombre mitjà de persones vivint en cada habitatge era de 2,31 i el nombre mitjà de persones que vivien en cada família era de 2,89.
Per edats la població es repartia de la següent manera: un 17,5% tenia menys de 18 anys, un 10,5% entre 18 i 24, un 25,9% entre 25 i 44, un 31,5% de 45 a 60 i un 14,7% 65 anys o més.
L'edat mediana era de 42 anys. Per cada 100 dones de 18 o més anys hi havia 110,7 homes.
La renda mediana per habitatge era de 22.750 $ i la renda mediana per família de 29.583 $. Els homes tenien una renda mediana de 24.286 $ mentre que les dones 31.250 $. La renda per capita de la població era de 13.633 $. Entorn del 22,9% de les famílies i el 28,5% de la població estaven per davall del llindar de pobresa.

## Poblacions més properes
El següent diagrama mostra les poblacions més properes.